# Erich Rother
Erich Rother (* 25. August 1908 in Triebes; † 25. Oktober 1983 in Greiz) war ein deutscher Kunstmaler. 

## Leben
Der Sohn eines Einzelhändlers erlernte nach dem Besuch der Volksschule und anschließender Tätigkeit im väterlichen Geschäft von 1927 bis 1929 in Zeulenroda den Beruf des Dekorationsmalers. 
1932 gründete Erich Rother in Triebes ein Malergeschäft. Neben seiner Arbeit als Malermeister widmete er sich autodidaktisch dem künstlerischen Schaffen, das von einer starken Neigung zur heimatlichen Landschaftsmalerei geprägt war. Nach Kriegsdienst und Gefangenschaft (1940 bis 1945) erfolgte 1946 die Wiedereröffnung des Malereibetriebes. Daneben entwickelte Erich Rother durch intensives Malen seine künstlerischen Fähigkeiten. 
1961 erfolgte die Anerkennung als freischaffender Künstler. Seine ausgeprägte Naturliebe fand vor allem in klein- und großformatigen Landschaftsbildern mit Motiven aus der unmittelbaren Umgebung ihren sichtbaren Ausdruck. Die Gemälde machten ihn weit über die Stadtgrenzen hinaus bis ins Ausland bekannt. Kunsthändler stellten die Arbeiten in Zeulenroda, Greiz, Reichenbach im Vogtland, Saalfeld und anderen Städten aus. Der plötzliche Tod am 25. Oktober 1983 riss ihn mitten aus seinem Schaffen.
| Personendaten    | Personendaten        |
| ---------------- | -------------------- |
| NAME             | Rother, Erich        |
| KURZBESCHREIBUNG | deutscher Kunstmaler |
| GEBURTSDATUM     | 25. August 1908      |
| GEBURTSORT       | Triebes              |
| STERBEDATUM      | 25. Oktober 1983     |
| STERBEORT        | Greiz                |